# Aeginetia selebica
Aeginetia selebica är en snyltrotsväxtart som beskrevs av Bakh.. Aeginetia selebica ingår i släktet Aeginetia och familjen snyltrotsväxter. Inga underarter finns listade i Catalogue of Life.